# Gianni Carchia
Gianni Carchia (* 2. Dezember 1947 in Turin; † 6. März 2000 in Vetralla) war ein italienischer Philosoph.
Carchia studierte Philosophie an der Universität Turin und schloss sein Studium im Jahre 1971 bei Gianni Vattimo mit einer Dissertation über Walter Benjamin (Verità e linguaggio nel giovane Benjamin) ab. Er lehrte Ästhetik zunächst an der Universität Tuscia in Viterbo und ab 1992 an der neu gegründeten Universität Rom III.
Carchia hat sich insbesondere mit Fragen der Ästhetik auseinandergesetzt und Bücher über die Legitimität der Kunst (La legittimazione dell'arte, Napoli 1982), über Kunst und Schönheit (Arte e bellezza, Bologna 1995) und zur antiken Ästhetik (L'estetica antica, Roma-Bari 1999), sowie einen Kommentar zu Platons Sophistes (La favola dell'essere. Commento al Sofista, Macerata 1997) veröffentlicht. Zwei Sammelbände seiner Schriften sind unter dem Titel L'amore del pensiero (Macerata 2000) und Immagine e verità (Roma 2003) erschienen.
Eine ihm gewidmete Gedenkschrift anlässlich seines verfrühten Ablebens mit Beiträgen zahlreicher Philosophen und Künstler der Gegenwart trägt den Titel Aura: Scritti per Gianni Carchia (Torino 2002).

## Schriften
- Orfismo e tragedia. Il mito trasfigurato, Milano: Celuc, 1979
- Estetica ed erotica. Saggio sull'immaginazione, Milano: Celuc, 1981
- La legittimazione dell'arte. Studi sull'intelligibile estetico, Napoli: Guida, 1982 ISBN 978-8870421590
- Dall'apparenza al mistero. La nascita del romanzo, Milano: Celuc, 1983
- Il mito in pittura. La tradizione come critica, Milano: Celuc, 1987
- Retorica del sublime, Roma-Bari: Laterza, 1990 ISBN 88-420-3521-1
- Arte e bellezza. Saggio sull'estetica della pittura, Bologna: Il Mulino, 1995 ISBN 978-8815052124
- La favola dell'essere. Commento al Sofista, Macerata: Quodlibet, 1997 ISBN 978-8886570220
- L'estetica antica, Roma-Bari: Laterza, 1999 ISBN 88-420-5699-5
- L'amore del pensiero, Macerata: Quodlibet, 2000 ISBN 88-86570-61-9
- Nome e immagine. Saggio su Walter Benjamin, Roma: Bulzoni, 2000; Macerata: Quodlibet, 2009 ISBN 978-88-7462-201-6
- Immagine e verità. Studi sulla tradizione classica, a cura di Monica Ferrando, prefazione di Sergio Givone, Roma: Edizioni di Storia e Letteratura, 2003 ISBN 88-8498-112-3
- Kant e la verità dell'apparenza, a cura di Gianluca Garelli, Torino: Ananke, 2006 ISBN 88-7325-151-X

| Personendaten    | Personendaten           |
| ---------------- | ----------------------- |
| NAME             | Carchia, Gianni         |
| KURZBESCHREIBUNG | italienischer Philosoph |
| GEBURTSDATUM     | 2. Dezember 1947        |
| GEBURTSORT       | Turin                   |
| STERBEDATUM      | 6. März 2000            |
| STERBEORT        | Vetralla                |